# Vladimir Ivanov (volley-ball, 1985)
Pour les articles homonymes, voir Vladimir Ivanov.
Vladimir Ivanov (en russe : Владимир Иванов) est un joueur russe de volley-ball né le 9 mars 1985 à Moscou (alors en URSS). Il mesure 1,93 m et joue réceptionneur-attaquant.

## Clubs
| Club                   | De        | À         |
| ---------------------- | --------- | --------- |
| MGTU Moscou            | 2003-2004 | 2004-2005 |
| Kristall Voronej       | 2005-2006 | 2005-2006 |
| Dinamo Moscou-2        | 2006-2007 | 2006-2007 |
| Dinamo Léningrad       | 2007-2008 | 2008-2009 |
| VK Grozny              | 2011-2012 | 2011-2012 |
| VK Lokomotiv Kharkiv   | 2012-2013 | 2012-2013 |
| Iaroslavitch Iaroslavl | 2013-2014 | ...       |

## Palmarès
- Championnat d'Ukraine (1)
  - Vainqueur : 2013